# Berounka
Berounka (tyska:Beraun) är en flod i Tjeckien som bildas genom sammanflödet av Mže (tyska Mies) och Radbuza i Plzeň och mynnar ut i Vltava i Prag. Flodens natursköna sträckning gör den till ett populärt turistmål för kanotister. På sin väg mot Prag rinner floden förbi staden Beroun.
Floden har fått ge namn åt asteroiden 4702 Berounka, upptäckt av den tjeckiske astronomen Antonín Mrkoš.